# Falkenbergs BTK
Falkenbergs Bordtennisklubb er en bordtennisklub stiftet 30 november 1925.
Klubben debuterede i Allsvenskan i 1951 og har vundet 10 svenske mesterskabsguld (1963, 1964, 1971, 1972, 1976, 1979, 1980, 1981, 1986 og 1988) . De har også vundet europacupen en gang.

## Berømte spillere
- Stellan Bengtsson
- Ulf Carlsson
- Erik Lindh
- Jörgen Persson
- Peter Karlsson

## Nnoter
1. ↑  "Alla segrare" (svensk). Svenska Bordtennisförbundet. Hentet 13. juli 2021.